# Potentilla furcata
Potentilla furcata är en rosväxtart som beskrevs av Alf Erling Porsild. Potentilla furcata ingår i Fingerörtssläktet som ingår i familjen rosväxter. Inga underarter finns listade i Catalogue of Life.